# マックス・ルウェリン
マックス・ルウェリン（Max Llewellyn、1999年1月13日 - ）は、イングランドのグロスター・ラグビーに所属している、ウェールズ代表資格を持つのラグビーユニオン選手。

## 経歴
ウェールズにあるカーディフ・メトロポリタン・ユニバーシティに通い、大学のラグビーチームでBUCS Super Rugbyに出場した。
カーディフのアカデミーを経て、2017年11月17日にアングロ・ウェルシュカップのオスプリーズ戦で、控えから出場し、プロデビューした。2018年4月28日には、プロ14（現ユナイテッド・ラグビー・チャンピオンシップ）に初出場。2021年4月24日、カーディフでの初トライを決めた。
2018年から2019年にかけて、2シーズンにわたりU20ウェールズ代表としてU20シックス・ネイションズ・チャンピオンシップなど14試合に出場した。
2023年3月20日、プレミアシップ・ラグビーのグロスター・ラグビー（イングランド）との契約を発表した。9月16日にサラセンズ戦でグロスターデビュー。
2023年8月5日、ウェールズ代表としてラグビーワールドカップ2023の前哨戦イングランド代表戦に先発出場し、代表デビューを果たした。しかし、ワールドカップのチームメンバーには選ばれなかった。2024年秋にウェールズ代表として3試合に先発出場した。
2025年シックス・ネイションズ・チャンピオンシップでは、当時のヘッドコーチであるウォーレン・ガットランドから、代表メンバーを外されて物議を醸した。しかし、大会2節目でガットランドHCは連敗責任を問われて辞任。暫定ヘッドコーチのマット・シェラットによって代表チームに呼び戻され出場。第4節スコットランド戦ではトライを挙げた。